# Cholargós
Cholargós är en kommunhuvudort i Grekland.   Den ligger i prefekturen Nomarchía Athínas och regionen Attika, i den sydöstra delen av landet, 8 km öster om huvudstaden Aten. Cholargós ligger 219 meter över havet och antalet invånare är 30 840.
Terrängen runt Cholargós är huvudsakligen kuperad, men åt nordväst är den platt. Runt Cholargós är det tätbefolkat, med 257 invånare per kvadratkilometer. Närmaste större samhälle är Aten, 7,7 km väster om Cholargós. 